# Хренов Миколай Миколайович
Миколай Миколайович Хренов (1947, Донецьк, Українська РСР — 2008, Донецьк, Україна) — український повітроплавець, спортсмен, педагог, керівник Донецького центру повітроплавання, засновник зимових екстремальних змагань парапланеристів, майстер з повітряних зміїв.

## Біографія
З 6 років займався повітряними зміями та повітроплаванням. У 1992 році став першим, хто піднявся на повітряній кулі в небо України. Цю повітряну кулю йому подарував підприємець Генадій Хавуля.
Призер 24-го Вейфаньского фестивалю. Один з семи спортсменів, яким було дозволено пролетіти на повітряній кулі над Московським Кремлем.
Життя присвятив як спорту, так і педагогічній роботі з неблагодійними підлітками, яким надавав натхнення до повітроплавання та спортивних змагань.